# Madeon
Hugo Pierre Leclercq, bedre kendt som Madeon, er en fransk elektropop producer.

## Biografi
Hugo Leclercq startede med at komponere musik som 11-årig, og efter at have vundet en konkurrence i slutningen af 2010 for at remixe “The Island” af Pendulum begyndte han det efterfølgende år at remixe numre af andre kunstnere af elektronisk musik. I juli 2011 uploadede Leclercq en video til YouTube, hvor han performede hans mash-up “Pop Culture”. Klippet fik hurtigt viral status og havde efter få dage over seks millioner visninger. I oktober 2012 havde klippet over 14 millioner visninger.

## Eksterne links
- Officielt website
- “Pop Culture” på YouTube